# (6691) Trussoni
(6691) Trussoni est un astéroïde de la ceinture principale.

## Description
(6691) Trussoni est un astéroïde de la ceinture principale. Il fut découvert le 26 février 1984 à La Silla par Henri Debehogne. Il présente une orbite caractérisée par un demi-grand axe de 2,58 UA, une excentricité de 0,25 et une inclinaison de 3,9° par rapport à l'écliptique.

## Compléments